# Conchita Campbell
Conchita Elizabeth Campbell (* 25. Oktober 1995 in Vancouver, British Columbia) ist eine kanadische Schauspielerin.

## Leben
Nachdem ihre Eltern ihr Talent erkannten und sie beim Casting angemeldet hatten, spielte Campbell mit acht Jahren in der Fernsehserie Just Cause mit. Im selben Jahr hatte sie in Wilde Tage eine Rolle neben Peter Falk. Ein Jahr später bekam sie eine größere Rolle als Alison Keats in dem Thriller Pursued – Ein Headhunter kennt keine Gnade. 2004 bekam sie dann die große Rolle als Maia Rutledge Skouris in der Mysteryserie 4400 – Die Rückkehrer, die ihr großen Erfolg und zwei Nominierungen für die Young Artist Awards brachte. 2005 erhielt sie eine weitere Rolle in dem Film Bob der Butler, als ein Basketball spielendes Mädchen, in dem sie jedoch nicht zu sehen war, da ihre Szenen herausgeschnitten wurden. Im selben Jahr hatte sie zwei Gastauftritte in der Serie Auf kalter Spur. Kurz darauf bekam sie eine Nebenrolle in der Serie Zixx: Level Two die bis jetzt nur im US-Fernsehen lief. 2006 erhielt sie eine weitere große Rolle in der Horror-Komödie Scary Movie 4, der ein großer Kinoerfolg wurde. Sie spielte dabei eine Parodie von Dakota Fannings Rolle in Krieg der Welten. Nachdem die Serie 4400 – Die Rückkehrer im Jahr 2007 ausgelaufen war, nahm sie sich eine fast sechsjährige Auszeit von der Schauspielerei.
2013 war sie in zwei Episoden der A&E-Dramaserie Bates Motel in einer Nebenrolle als Kennedy zu sehen.

## Filmografie
- 2003: Just Cause (Fernsehserie, Episode 1x18)
- 2003: Wilde Tage (Wilder Days, Fernsehfilm)
- 2004: Pursued – Ein Headhunter kennt keine Gnade (Pursued)
- 2004–2007: 4400 – Die Rückkehrer (The 4400, Fernsehserie, 43 Episoden)
- 2005: Zixx: Level Two (Fernsehserie, Episode 2x18)
- 2005: Auf kalter Spur (Cold Squad, Fernsehserie, 2 Episoden)
- 2005: Bob der Butler (Bob the Butler)
- 2006: Scary Movie 4
- 2007: Supernatural (Fernsehserie, Episode 2x11)
- 2013: Bates Motel (Fernsehserie, 2 Episoden)
- 2014: Sitting on the Edge of Marlene
- 2015: A Perfect Wedding (Perfect Match, Fernsehfilm)

- 2018: The Good Doctor (Fernsehserie, 1 Episode)

- 2019: Human People (Fernsehserie, 1 Episode)

- 2020: Roux the Day: A Gourmet Detective Mystery (Fernsehfilm)

## Auszeichnungen
- Zwei Young-Artist-Award-Nominierungen (beide für: 4400 – Die Rückkehrer)